# Novogobani
Novogobani (znanstveno ime Neoboletus) so rod gliv iz družine cevark (Boletaceae).

## Seznam novogobanov Slovenije[2]
- žametasti novogoban (Neoboletus erythropus)
- prašičji novogoban (Neoboletus luridiformis)
- rumenobetni novogoban (Neoboletus xanthopus)